# Sladná skala
Sladná skala (913 m n.p.m.) - niewybitny szczyt w Karpatach Zachodnich, w grupie górskiej Ptacznika na Słowacji.

## Położenie
Szczyt znajduje się w najwyższej części gór Ptacznik, określanej jako Wysoki Ptacznik (słow. Vysoký Vtáčnik), w jego południowo-zachodniej części. Wznosi się w bocznym ramieniu Ptacznika, które dgałęzia się od głównego grzbietu w Rúbaným vrchu (1097 m), następnie biegnie w kierunku północno-zachodnim, na Buchlovie skręca na zachód, po czym przez szczyty Sladná skala, Žarnov (840 m) i Rakytská skala (689 m) opada ku Kotlinie Górnonitrzańskiej.

## Charakterystyka
Sladná skala ma formę wąskiego grzbietu, wyciągniętego w linii wsch. – zach., o dość stromych stokach. Po stronie pn. opadają one ku dolince Žiarneho potoku, zaś po stronie pd.-wsch. ku źródliskom Lubenského potoku. W kierunku pd. od szczytu wybiega wyraźny grzbiecik, w którym wznosi się wychodnia skalna znana jako Lubenská skala (750 m n.p.m.). Od strony wsch. masyw Sladnéj skaly ogranicza dość szeroka, pokryta zarastająca polaną przełęcz (ok. 795 m n.p.m.), oddzielająca go od szczytu Buchlova, natomiast od strony zach. - płytkie (ok. 820 m n.p.m.) Sedlo pod Žarnovom pod niedalekim wzniesieniem Žarnova.
Prawie wzdłuż całego grzbietu Sladnéj skaly ciągnie się pas wypreparowanych z podłoża wychodni skalnych w formie ścianek, wież, igieł i grup mniejszych andezytowych skałek, będących wytworem rozpadu dawnych jęzorów lawowych. Produkty współczesnego wietrzenia formują u ich stóp niewielkie rumowiska. Cały masyw jest porośnięty wielogatunkowymi lasami, w większości liściastymi. Interesujące zespoły roślinności naskalnej, a na stokach o wystawie południowej roślinności ciepłolubnej.

## Ochrona przyrody
Cały masyw Sladnéj skaly znajduje się na terenie Obszaru Chronionego Krajobrazu Ponitrze (słow. Chránená krajinná oblasť Ponitrie). Ponadto szczytowe spiętrzenie oraz stoki pd.-zach. po poziomicę mniej więcej 800 m n.p.m. leżą w granicach rezerwatu przyrody Buchlov.

## Turystyka
Szczyt Sladnéj skaly (jak i sąsiednie Buchlov i Žarnov) są często odwiedzane przez turystów z racji bardzo malowniczego otoczenia (liczne formacje skalne, interesująca flora) oraz oryginalnych widoków.
Grzbietem ramienia Buchlova, tuż pod szczytowymi skałkami Sladnéj skaly, wiodą żółte  znaki szlaku turystycznego z Oslan na Rúbaný vrch w głównym grzbiecie Ptacznika. Z Doliny Bystričianskej na szczyt Buchlova i dalej grzbietem przez szczyt Sladná skala na Žarnov prowadzi też ścieżka dydaktyczna (słow. Náučný chodník Buchlov), wyposażona w szereg paneli, zawierających informacje o walorach przyrodniczych tego terenu.